# Ricky Gervais
Ricky Gervais (Reading, Engleska, UK, 25. lipnja 1961.) je britanski komičar, redatelj, producent i glumac poznat prvenstveno po ulozi Davida Brenta u televizijskim serijama U uredu i Statisti. Osim u TV serijama, glumio je i u filmovima i pravio turneje kao stand-up komičar. Izdavao je knjige s crtanim likovima zvanim Flanimals. Postojala je ideja za snimanje istoimene TV serije, ali se od projekta odustalo.

## Filmografija

### Film
| Godina | Film                                           | Uloga                   | Bilješka                                                                           |
| ------ | ---------------------------------------------- | ----------------------- | ---------------------------------------------------------------------------------- |
| 2001   | Dog Eat Dog                                    | Bouncer                 | Cameo                                                                              |
| 2005   | Valiant                                        | Bugsy                   | Glas                                                                               |
| 2006   | For Your Consideration                         | Martin Gibb             |                                                                                    |
| 2006   | Night at the Museum                            | Dr. McPhee              |                                                                                    |
| 2007   | Stardust                                       | Ferdy the Fence         |                                                                                    |
| 2008   | Ghost Town                                     | Dr. Bertram Pincus      |                                                                                    |
| 2009   | Night at the Museum: Battle of the Smithsonian | Dr. McPhee              |                                                                                    |
| 2009   | The Invention of Lying                         | Mark Bellison           | U suradnji s Matthewom Robinsonom. Također i redatelj, pisac i producent.          |
| 2010   | Cemetery Junction                              | Len Taylor              | U suradnji sa Stephenom Merchantom. Također i redatelj, pisac i izvršni producent. |
| 2011   | Spy Kids: All the Time in the World            | Argonaut                | Glas                                                                               |
| 2013   | The Unbelievers                                | Self                    | Dokumentarac                                                                       |
| 2013   | Escape from Planet Earth                       | Mr. James Bing          | Glas                                                                               |
| 2014   | Muppets Most Wanted                            | Dominic Badguy          |                                                                                    |
| 2014   | Night at the Museum: Secret of the Tomb        | Dr. McPhee              |                                                                                    |
| 2015   | The Little Prince                              | The Conceited Man       | Glas                                                                               |
| 2016   | Special Correspondents                         | Ian Finch               | Također i redatelj, pisac i producent.                                             |
| 2016   | David Brent: Life on the Road                  | David Brent             | Također i redatelj, pisac i producent.                                             |
| 2020   | The Willoughbys                                | The Cat/Narrator        | Glas. Također i izvršni producent.                                                 |
| 2021   | Save Ralph                                     | Documentary crew member |                                                                                    |
| 2022   | Blazing Samurai                                | Ika Chu                 |                                                                                    |

### Televizija
| Godina | Program                                            | Uloga            | Bilješka                                                   |
| ------ | -------------------------------------------------- | ---------------- | ---------------------------------------------------------- |
| 1998.  | The 11 O'Clock Show                                | Različite        | Nepoznate epizode                                          |
| 1999.  | Comedy Lab                                         | Clive Meadows    | Epizoda: "Golden Years"                                    |
| 2000.  | Bruiser                                            | Recurring        | 6 epizoda                                                  |
| 2000.  | Meet Ricky Gervais                                 | Osobno           | 6 epizoda                                                  |
| 2001.  | The Sketch Show                                    | Različite        | Nepoznate epizode                                          |
| 2001.  | The Office                                         | David Brent      | 2001–2003, (14 epizoda i dvije božićne ) pisac, redatelj   |
| 2004.  | Alias                                              | Daniel Ryan      | Epizoda: "Alias epizode (3. sezona")                       |
| 2005.  | Kelsey Grammer Presents: The Sketch Show           | Različite        | Nepoznate epizode                                          |
| 2005.  | Extras                                             | Andy Millman     | 2005. – 2007., (13 epizoda), napisao, redatelj, producirao |
| 2006.  | The Simpsons                                       | Charles Heathbar | Napisao epizodu: "Homer Simpson, This Is Your Wife"        |
| 2008.  | Ricky Gervais: Out of England-The Stand-Up Special | Osobno           | Pisac                                                      |
| 2009.  | Comic Relief 2009.                                 | Osobno           |                                                            |
| 2009.  | Sesame Street                                      | Osobno           |                                                            |
| 2010.  | The Ricky Gervais Show                             | Osobno           | s Karlom Pilkingtonom & Stephenom Merchantom               |
| 2010.  | Louie                                              | Dr. Ben          | gost (epizoda "Dr. Ben/Nick" & "Gym")                      |
| 2010.  | An Idiot Abroad                                    | Osobno           | s Karlom Pilkingtonom & Stephenom Merchantom               |
| 2010.  | Conan                                              | Osobno           | "Ricky-Leaks"                                              |
| 2011.  | Life's Too Short                                   | Osobno           | sa Stephenom Merchantom & Warwickom Davisom                |
| 2011.  | The Office                                         | David Brent      | Epizoda: The Seminar                                       |
| 2011.  | The Simpsons                                       | Osobno           | Epizoda: "Angry Dad: The Movie"                            |

### Videoigre
| Year  | Title               | Role   | Notes |
| ----- | ------------------- | ------ | ----- |
| 2008. | Grand Theft Auto IV | Osobno |       |

## Vanjske poveznice
- Službena stranica Rickyja Gervaisa